# The Young Beethoven
The Young Beethoven is een album uit 1990 van de New London Chorale, een Engelse muziekgroep onder leiding van Tom Parker, die klassieke muziek bewerkt tot popsongs.
Zoals de naam zegt staat de componist Ludwig van Beethoven centraal in dit project. Een grote hit van dit album is Ode to Joy. Verder staan er onder andere bewerkingen op van stukken als Der Mondscheinsonate, de symfonie Pastorale en het vioolconcert.

## Solisten
- Vicki Brown
- Julliet Roberts
- Gordon Neville
- Tom Parker

## Songs
1. All Alone
2. As I Walked Out
3. And Then I Saw You
4. The First
5. Lady To Still
6. This World
7. If We Could Only
8. How Many Times
9. The Traveller
10. The Fifth
11. Dreams Of You
12. So Far Away
13. Ode To Joy